# Хабез
Хабез (кабард. Хьэбэз
, карач.-балк. Хабез, абаз. ХӀабаз) — аул в Хабезькому районі Карачаєво-Черкесії. Адміністративний центр Хабезького району та однойменного сільського поселення.

## Географія
Аул розташований в центральній частині Хабезького району, на лівому березі річки Малий Зеленчук. Знаходиться за 33 км на північний захід від міста Черкеськ (по дорозі), на трасі Р 265 Черкеськ — Архиз.
Площа сільського поселення становить — 65 км  2 .
Межує з землями населених пунктів: Алі-Бердуковський на півдні, Ельбурган на північному сході і Інжич-Чукун на сході. На заході землі сільського поселення переходять в пасовищні луки.
Населений пункт розташований в передгірській зоні республіки. Рельєф місцевості являє собою горбисту рівнину. Середні висоти на території сільського поселення становлять 684 метрів над рівнем моря. Перепад висот з південного сходу на північний захід складає більше 400 метрів.
Гідрографічна мережа представлена річкою Малий Зеленчук і потужними підземними джерелами.
Клімат помірний. Середня річна температура повітря становить + 9°. Найхолодніший місяць — січень (середньомісячна температура — 4°), а найтепліший — липень (+ 22°). Заморозки починаються на початку грудня і закінчуються на початку квітня. Середня кількість опадів на рік становить близько 600 мм на рік. Основна їх частина припадає на період з квітня по червень.

## Історія

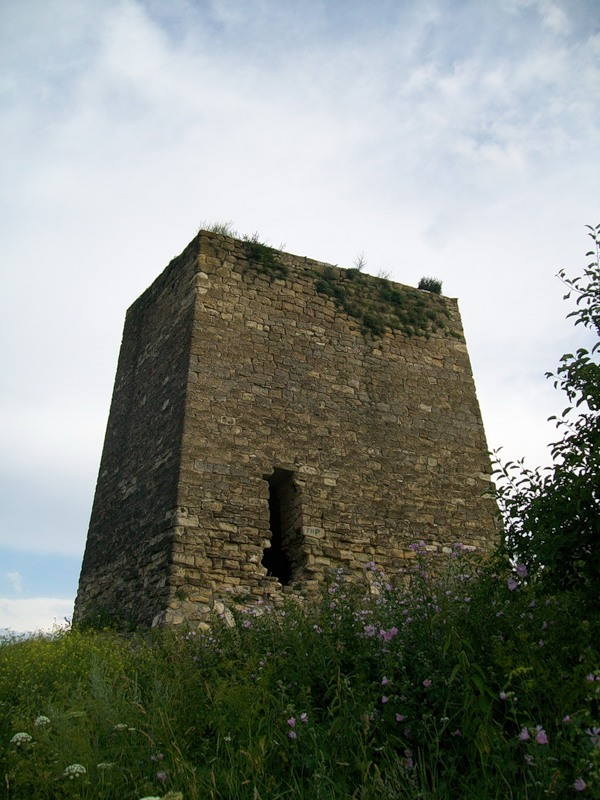
Вежа Адиюх

Наприкінці XVIII століття, частина жителів аулу Касею-Хабл з Кабарди переселилася на берег річки Великий Зеленчук (район нинішнього села Даусуз). Переселенці потім ще не раз змінювали місце свого поселення, виходячи із ситуацій Кавказької війни.
В 1830 році аул був переселений в долину річки Малий Зеленчук до гирла струмка Червоний, де він і влаштувався на правому березі річки, біля підніжжя вежі Адиюх.
В 1833 році аул переселився на лівий берег річки, де в цей час розташовувався бесленеєвський аул Кірмізей. При об'єднанні цих поселень правителем аулу став кабардинсЬкий князь Касбот Касаєв, а сам аул отримав назву Касаєвський.
В 1920 році аул Касаєвський був перейменований, через присутність у його назві дворянського прізвища. Нову назву аул отримав, за назвою урочища Хабез. Хабез (Хьэбэз) в перекладі з черкеської означає — «багато ячменю».
Аул відомий своєю пам'яткою, розташованоЮ неподалік вежею, в якій, згідно з давньою легендою, жила княгиня Адиюх («Світлорука»). Коли її чоловік, який промишляв крадіжками коней, повертався з награбованим, княгиня перекидала через річку полотняний міст і простягАла в темряву свої освітлені руки. Одного разу чоловік образив Адиюх, вона не стала наводити й висвітлювати переправу, через що князь разом з краденими кіньми потонув (див. Також античний міф про Геро і Леандра).
На південь від аулу Хабез розташований готельно-оздоровчий комплекс — «Адиюх-Пелас».

## Населення
Населення — 6349 осіб.
Щільність — 97.68 чол./км².
Національний склад
За даними Всеросійського перепису населення 2010 року:
| Народ   | Чисельність, чол. | Частка від усього населення,% |
| ------- | ----------------- | ----------------------------- |
| черкеси | 6040              | 96,8%                         |
| Абазини | 122               | 2,0%                          |
| Росіяни | 35                | 0,6%                          |
| Інші    | 43                | 0,6%                          |
| Всього  | 6240              | 100%                          |

## Іслам

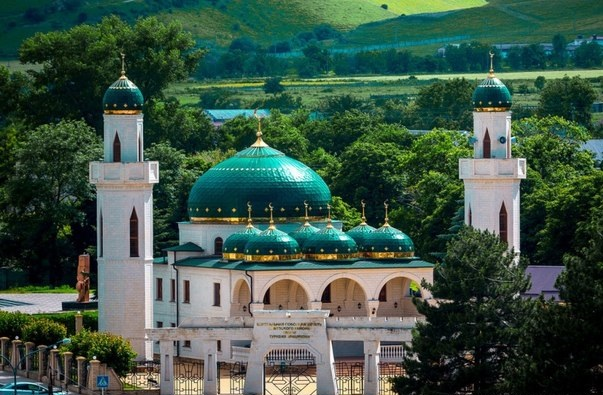
Центральна мечеть аулу

- Центральна мечеть
- Мечеть верхньої частини аулу
- Мечеть нижньої частини аулу